# Pati de l'Abadia (Breda)
El Pati de l'Abadia és una obra de Breda (Selva) inclosa en l'Inventari del Patrimoni Arquitectònic de Catalunya.

## Descripció
Conjunt d'edificacions (el que havien estat la residència dels abats, ara habitatges) disposades entorn d'un pati central, situades al nucli urbà de Breda, a les que s'hi arriba des del carrer del Corredor Negre i des del Carrer Prat.
La façana que dona al carrer del Prat ha estat molt modificada degut a l'adequació de l'edifici en pisos (té una estructura de planta baixa i tres pisos). Es conserva, però, la porta d'entrada al Pati de l'Abadia, en arc de mig punt format per dovelles, sobre el qual hi ha un escut de pedra de l'abat Miquel Sampsó I (constructor de la Casa de l'Abadia) protegit per un trencaaigües també de pedra, i que tornem a trobar a l'interior del pati.
Del pati, en destaquen els següents elements:
Entrant des del carrer del Prat, a l'esquerra trobem, a la planta baixa, un mur en el qual s'endevinen uns arcs que en algun moment donat haurien estat tapats, però que haurien format una porxada. Al pis, una galeria de fusta sostinguda per cartel·les, i coberta per un teulat a un vessant, sostingut per columnes de fusta, i que condueix al que fou la capella de l'Abat.
A davant nostre, una altra entrada en arc de mig punt, que permet accedir al Pati de l'Abadia des de l'actual Corredor Negre, on hi havia hagut el claustre del monestir. Just sobre aquesta entrada, s'hi ubica la capella particular de l'abat. Destaca al primer pis, una finestra geminada en arcs trevolats, separats per una fina columna amb un capitell; i una finestra en arc conopial amb arquets, a l'extrem dels quals hi ha uns rostres, suportat per dues motllures amb decoracions de flors a les impostes.
Al costat dret, una escala (a la qual hi ha un antic pou adossat) que dona accés al primer pis, a través d'una porta en arc de mig punt format per dovelles, sobre el qual tornem a trobar un escut de l'abat Miquel Sampsó I, igual que a la porta d'entrada que hi ha al Carrer Prat. Aquest escut conté una inscripció: "Estote parati" ("Estigueu a punt"), extreta de l'Evangeli. D'aquesta façana destaca, a part de l'escut, una finestra amb tres obertures en arc trevolat, separades per dues fines columnes. També destaca el ràfec de la teulada (a doble vessant) d'aquest sector, ja que les encavallades de fusta tenen formes d'animals monstruosos.

## Història
Aquestes dependències monacals es construïren entre els segles xiv i xv.
Sunyer fou el primer abat del monestir i Isidre Josep de Santacreu i Areny el darrer, a causa de la Desamortització del 1835.
L'escut que presideix la porta d'entrada al pati és de l'abat Miquel Sampsó I (1461-1507), que construí la Casa de l'Abadia.
L'any 1968 s'enderrocaren algunes construccions que hi havia a l'interior del pati i tot el conjunt es rehabilità el 1980.